# Unicolax
Unicolax is een geslacht van eenoogkreeftjes uit de familie van de Bomolochidae. De wetenschappelijke naam van het geslacht is voor het eerst geldig gepubliceerd in 1980 door Cressey & Cressey.

## Soorten
- Unicolax anonymous (Vervoort, 1965)
- Unicolax ciliatus Cressey & Cressey, 1980
- Unicolax collateralis Cressey & Cressey, 1980
- Unicolax longispinus Lin & Ho, 2006
- Unicolax mycterobius (Vervoort, 1965)
- Unicolax quadrispinulus Lin & Ho, 2006
- Unicolax reductus Cressey & Cressey, 1980